# 봉산역
봉산역(鳳山驛)은 조선민주주의인민공화국 황해북도 봉산군에 있는 평부선의 철도역이다. 봉산선이 갈라진다.펑산역과 한자가 같다.